# Betuloxys intermedius
Betuloxys intermedius är en stekelart som först beskrevs av Shuja-uddin 1975.  Betuloxys intermedius ingår i släktet Betuloxys och familjen bracksteklar. Inga underarter finns listade.